# Czerwona Jaskinia
Czerwona Jaskinia, także Czerwona Jama – sztuczna jaskinia w Karkonoszach niedaleko szczytu Rudzianki w Zachełmiu. 
Jaskinia powstała w XIX wieku po wybraniu pegmatytów. Rozmiary jaskini to 3 metry wysokości i 6 metrów głębokości.

## Szlaki turystyczne
Niedaleko przebiegają szlaki:
- z Przełęczy Żarskiej do Przesieki
- z Jeleniej Góry do Podgórzyna[3]